# Тюменская губерния
Тюме́нская губе́рния — административно-территориальная единица РСФСР, существовавшая в 1918 и 1920—1923 годах. Губернский центр — город Тюмень.

## История

### 1918 год
Проходившая в Тюмени 3—5 апреля 1918 года губернская конференция Советов приняла решение о переименовании Тобольской губернии в Тюменскую и переносе губернского центра в Тюмень. Сообщение об этом было опубликовано в «Известиях ВЦИК» от 3 апреля. Тобольский Совет воспротивился решению конференции и 3 мая сам объявил себя губернским. 
Первоначально в состав губернии вошли уезды: Берёзовский, Ишимский, Курганский, Сургутский, Тарский, Тобольский, Тюкалинский, Тюменский и Ялуторовский.
После захвата Тюмени белочехами летом того же года губерния вновь стала Тобольской.

### 1920—1923 годы
После занятия Западной Сибири войсками РККА и отступления колчаковцев, губернские учреждения были образованы в Тюмени, однако губерния продолжала попеременно называться то Тобольской, то Тюменской. Так, в постановлении ВЦИК от 27 августа 1919 года она названа Тобольской, а в постановлении СНК РСФСР от 2 марта 1920 года — Тюменской. Окончательно переименование губернии в Тюменскую закреплено декретом ВЦИК «О передаче Челябинской и Тюменьской губерний с Ишимским уездом в ведение Революционного Совета 1-й Армии Труда…» от 21 апреля 1920 года. В составе губернии находились Берёзовский, Ишимский, Сургутский, Тобольский, Туринский, Тюменский и Ялуторовский уезды.
Процесс передачи полномочий от военно-революционных комитетов к Советам завершился в 1921 году. 
В начале 1920-х годов силами Советской власти было подавлено Западно-Сибирское восстание — крупнейшее антибольшевистское вооружённое выступление крестьян, казаков, части рабочих и городской интеллигенции в РСФСР. На протяжении февраля – мая 1921 года восставшие контролировали ряд уездных центров (Берёзов, Сургут, Тобольск).
Упразднена постановлением ВЦИК от 3 ноября 1923 года. Территория вошла в состав вновь образованных Ирбитского, Ишимского, Тобольского и Тюменского округов Уральской области.